# Defective Detectives
Defective Detectives è un cortometraggio statunitense del 1944, diretto da Harry Edwards, con Harry Langdon.

## Trama
Harry ed El sono due addetti alle pulizie presso l’agenzia investigativa di Boos, che, a causa della loro confusionaria inettitudine, li licenzia.
Quando però Rodney Boodle e signora chiedono aiuto a Boos in quanto minacciati da un pericoloso gangster, i due vengono assunti di nuovo, in qualità questa volta di investigatori, con l’incarico di seguire una donna che li porterà verosimilmente al malvivente ricercato.
Harry ed El attraversano svariate vicissitudini e alla fine riescono a catturare quelli che credono essere la donna ed il gangster, ed in realtà sono Boodle e sua moglie.